# Antonio Peteani
Antonio Peteani (Gorizia, 13 agosto 1789 – Parenzo, 27 giugno 1857) è stato un vescovo cattolico italiano.

## Biografia
Terminati gli studi presso il Ginnasio statale di Gorizia,  dal 1807 al 1811 frequentò lo Studio teologico di Lubiana. Fu ordinato sacerdote il 4 ottobre 1812 a Buie dal vescovo di Cittanova Teodoro Loredano Balbi. Dal 1817 per due anni studiò presso il Frintaneum di Vienna, dove approfondì gli studi teologici e dogmatici. Ritornò in seguito a Gorizia per insegnare Antico Testamento presso il Seminario arcivescovile che era appena stato inaugurato e vi insegnò fino al 1824. Allo stesso tempo continuò gli studi presso l'Università degli Studi di Padova, dove conseguì la laurea in teologia il 28 ottobre 1821.
Nel novembre 1824 divenne consigliere e referente scolastico presso il l'Imperial Regio Governo di Trieste e si trasferì in quella città, dove, su richiesta del vescovo Antonio Leonardis, fu nominato dall'imperatore canonico onorario della cattedrale, con sovrana risoluzione del 1º marzo 1825. Il 25 giugno 1826 ricevette la nomina imperiale per il vescovado di Parenzo, il 29 aprile 1827 la conferma papale di papa Leone XII e il 24 giugno la consacrazione dell'arcivescovo di Gorizia Joseph Walland. In seguito, con l'esecuzione della bolla pontificia Locum beati Petri, emanata il 30 giugno 1828 e attuata nel corso del 1830 e del 1831, divenne il primo vescovo delle diocesi unite di Parenzo e Pola.
Come vescovo diede impulso a vari lavori di la ricostruzione di numerose chiese parrocchiali della sua diocesi, inoltre promosse il primo restauro della basilica Eufrasiana di Parenzo e fece costruire la cappella di S. Mauro. 
Quando papa Pio IX chiese ai vescovi il loro parere in merito al dogma dell'Immacolata Concezione, si dichiarò nettamente favorevole, tanto da sostenere la posizione papale anche nella sua lettera pastorale del 26 ottobre 1854. Rimase a Parenzo fino alla morte, che avvenne il 27 giugno 1857.

## Genealogia episcopale
La genealogia episcopale è:
- Cardinale Scipione Rebiba
- Cardinale Giulio Antonio Santori
- Cardinale Girolamo Bernerio, O.P.
- Arcivescovo Galeazzo Sanvitale
- Cardinale Ludovico Ludovisi
- Cardinale Luigi Caetani
- Cardinale Ulderico Carpegna
- Cardinale Paluzzo Paluzzi Altieri degli Albertoni
- Cardinale Flavio Chigi
- Papa Clemente XII
- Cardinale Giovanni Antonio Guadagni, O.C.D.
- Cardinale Cristoforo Migazzi
- Vescovo Michael Léopold Brigido
- Arcivescovo Sigismund Anton von Hohenwart, S.I.
- Arcivescovo Augustin Johann Joseph Gruber
- Arcivescovo Joseph Walland
- Vescovo Antonio Peteani